# Pierre de Lagarde
Pierre de Lagarde (Meudon, 25 maart 1932 – Parijs, 15 november 2022) was een Frans journalist en televisiemaker.
Tussen 1964 en 1992 maakte hij het programma Chefs-d'oeuvre en péril, eerst voor de radio, vervolgens voor de televisie. Hij werd zo een pleitbezorger voor het behoud van onroerend erfgoed in Frankrijk. In 2019 schreef hij met zijn zoon Olivier de Lagarde het boek Dictionnaire amoureux du Patrimoine waarin ze de actoren prijzen die instaan voor het Frans patrimonium maar ook kritiek geven op de beleidsmakers.
Hij overleed in Parijs, 90 jaar oud.

## Onderscheidingen
- Chevalier des Arts et des Lettres
- Chevalier de la Légion d'honneur
- Prix Roland de Jouvenel (1980)